# Cascades Epupa
Les cascades Epupa (també conegudes a Angola com a cascades Monte Negro) són unes cascades del riu Kunene que es troben a la frontera d'Angola i Namíbia, a l'àrea de Kaokoland, a la regió de Kunene.
El riu té 500 m d'ample i cau en una sèrie de cascades al llarg de més d'1,5 km. La cascada individual més alta té 37 m. d'altura El nom «epupa» és una paraula de la llengua herero que significa «escuma», en referència a l'escuma creada per l'aigua que cau.

## Ecologia
Degut a la naturalesa especialitzada d'aquest abrupte hàbitat riberenc, les cascades d'Epupa són l'hàbitat d'una sèrie de peixos endèmics i altres espècies aquàtiques.
Aquest territori de l'ètnia Himba, que anomenen a les cascades «l'aigua que fuma», ha estat amenaçat diverses vegades per la construcció d'una presa que hauria submergit 300 km² de terres de pastoreig. La lluita dels pastors ha salvat un ecosistema i una fauna preservada, inclosos els cocodrils.

## Turisme
Tot i ser difícil d'arribar (es recomana anar amb un vehicle 4x4 per arribar a elles des d'Opuwo), les cascades són una de les principals atraccions per als visitants de Namíbia, a causa de l'entorn gairebé intacte, amb figueres, baobabs, palmeres makalani i parets rocoses de colors que emmarquen les cascades.
El districte electoral d'Epupa s'anomena així per les cascades.
Les cascades Ruacana, al nord de Namíbia, es troben a 135 km riu amunt.

### Pobles
Les cascades Epupa són conegudes pels pobles nòmades, com els Ovahimba, els Ovatjimba, els Ovazemba i els Ovatwe. La migració cap a les cascades d'Epupa augmenta constantment a causa de l'elevat creixement del turisme, que es veu encara més a les tribus com els Herero i els Oshiwambo, que diu la gent que emigren a la zona.

### Allotjament
Hi ha quatre allotjaments (Kapika Waterfall Lodge, Omarunga Camp Lodge, Epupa Camp Lodge i Epupa Falls Campsite Lodge), i un càmping local (Motjikutu). Tots aquests allotjaments disposen de càmpings excepte Kapika Waterfall Lodge.

### Activitats
Les activitats van des de visites guiades fins a les poblacions de Falls i Himba que estan al voltant de les cascades d'Epupa, observació d'aus, excursions per veure cocodrils i una varietat de vegetació amb arbres com el baobab i el mopane, espècies dominants de la zona.
També s'ofereix als turistes un ràfting a pel riu des d'Epupa Camp.